# 中部圏知事会議
中部圏知事会（ちゅうぶけんちじかい）は、日本の9県知事と1市長で構成される知事会である。構成員は富山県・石川県・福井県・長野県・岐阜県・静岡県・愛知県・三重県・滋賀県の各知事および名古屋市の市長である。
元組織は東海北陸地方知事会で、元参加メンバーは愛知・岐阜・三重・富山・石川・福井の各県知事であった。1963年にオブザーバーであった長野・静岡・滋賀の各県知事が本会議からの呼びかけによって正式に参加したことにより、1967年に現組織名に改称した。なお同じ中部地方に属している山梨県と新潟県は設立以来加盟していない。一方で近畿地方に属する三重県（東海地方にも含まれる）と滋賀県は加盟している。

## 変遷
- 1961年（昭和36年） - 東海北陸地方知事会設立 （愛知、岐阜、三重、富山、石川、福井）
- 1963年（昭和38年） - 第2回知事会議から、長野県、静岡県、滋賀県が参加
- 1967年（昭和42年） - 上記の加盟により、中部圏知事会と改称
- 1971年（昭和46年） - 名古屋市の首長が構成員となる

## 構成員
- 富山県知事
- 石川県知事
- 福井県知事
- 長野県知事
- 岐阜県知事

- 静岡県知事
- 愛知県知事
- 三重県知事
- 滋賀県知事
- 名古屋市長

### 静岡市長・浜松市長の加入問題
中部圏知事会議は、上記各県知事に加え、上記各県内の政令指定都市のうち、愛知県の名古屋市長を構成員としている。静岡県の静岡市が政令指定都市に移行した際に静岡市長の加入が議論されたが、一部構成員の反対により実現していない。また、同じく政令指定都市に移行した静岡県の浜松市については、今のところ加入について議論されていない。

## 付記
- 静岡県と長野県は関東地方知事会、福井県・三重県・滋賀県は近畿ブロック知事会、関西広域連携協議会の構成自治体も兼ねている。
- 事務局は愛知県知事政策局。